# Ceraspis kuntzeni
Ceraspis kuntzeni är en skalbaggsart som beskrevs av Moser 1921. Ceraspis kuntzeni ingår i släktet Ceraspis och familjen Melolonthidae. Inga underarter finns listade i Catalogue of Life.